# Léognan

Léognan este o comună în departamentul Gironde din sud-vestul Franței. În 2009 avea o populație de 9.076 de locuitori.

## Evoluția populației
| An        | 1975  | 1982  | 1990  | 1999  | 2006  | 2009  |
| --------- | ----- | ----- | ----- | ----- | ----- | ----- |
| Populație | 5.141 | 7.737 | 8.008 | 8.269 | 8.923 | 9.076 |